# لقمه‌ماهی آب شیرین
لقمه‌ماهی آب شیرین (نام علمی: Himantura dalyensis) نام یک گونه از سرده لقمه‌ماهی‌های شلاقی است.